# Spermophora faveauxi
Spermophora faveauxi là một loài nhện trong họ Pholcidae. Loài này được phát hiện ở Congo.